# Tetrastichus atomelli
Tetrastichus atomelli är en stekelart som beskrevs av Muhammad Sharif Khan 1983. Tetrastichus atomelli ingår i släktet Tetrastichus och familjen finglanssteklar. Inga underarter finns listade i Catalogue of Life.